# Jogosetran
Jogosetran is een bestuurslaag in het regentschap Klaten van de provincie Midden-Java, Indonesië. Jogosetran telt 3883 inwoners (volkstelling 2010).